# 会州 (四川)
会州，中国古代的州。
北周武帝保定四年（564年），北周設置汶州。隋文帝开皇五年（585年），改汶州置蜀州，开皇六年（586年），改蜀州置会州，治所在广阳县（今四川省茂县西北）。隋炀帝大业初改汶山郡。唐高祖武德元年（618年）复为会州，治所在汶山县（今四川省茂县），属关内道。辖境约当今四川省茂县、汶川县等地。武德四年（621年）改为南会州。唐太宗贞观八年（634年），改南会州为茂州。